# Чичава (потік)
Чичава (словац. Čičava) — річка в Словаччині, ліва притока Топлі, протікає в окрузі Вранов-над-Теплою.
Довжина — 14.7 км. Витік знаходиться в масиві Ондавська височина — на висоті 440 метрів. Протікає територією сіл Михалок; Мерник; Чичава і міста Вранов-над-Теплою.
Впадає у Топлю на висоті 128 метрів.